# Nati nel 1946/Agosto
| Questa pagina contiene informazioni ricavate automaticamente dalle voci biografiche con l'ausilio del template Bio e di un bot. L'aggiornamento è periodico e automatico e ricostruisce completamente la pagina. Se manca una persona in questa lista, sei pregato di non aggiungerla, ma accertati piuttosto che la sua voce biografica contenga il template Bio e che i dati anagrafici siano correttamente compilati. Se il template Bio manca, inseriscilo tu stesso o, in alternativa, metti l'avviso {{tmp\|Bio}} che ne segnala la mancanza. Se i dati riportati sono sbagliati, correggi direttamente la voce biografica; le modifiche saranno visibili in questa lista entro pochi giorni. Per chiarimenti vedi il progetto biografie. La lista contiene solo le 256 persone che sono citate nell'enciclopedia e per le quali è stato implementato correttamente il template Bio. Pagina aggiornata al 10 ago 2025. |

- 1º agosto - Boz Burrell, cantante e polistrumentista britannico († 2006)
- 1º agosto - Richard Covey, ex astronauta statunitense
- 1º agosto - Sergio Maddè, allenatore di calcio e ex calciatore italiano
- 1º agosto - Paul Torday, scrittore britannico († 2013)
- 2 agosto - Yves Beneyton, attore francese
- 2 agosto - Al Cueto, ex cestista cubano
- 2 agosto - Cristiano Grottanelli, storico delle religioni italiano († 2010)
- 2 agosto - Nigel Hitchin, matematico britannico
- 2 agosto - Liana Isakadze, violinista e direttrice d'orchestra georgiana († 2024)
- 2 agosto - Zinaida Kobzeva, cestista sovietica († 2018)
- 2 agosto - Angelo Pellegrino, attore e scrittore italiano
- 3 agosto - Emanuele Banfi, glottologo, linguista e bizantinista italiano
- 3 agosto - Domenico Benedetti Valentini, politico italiano
- 3 agosto - Nikolaj Burljaev, attore, regista e sceneggiatore russo
- 3 agosto - Jim Duncan, giocatore di football americano statunitense († 1972)
- 3 agosto - Petko Petkov, calciatore e allenatore di calcio bulgaro († 2020)
- 3 agosto - Jack Straw, politico britannico
- 3 agosto - Jacques Teugels, calciatore belga († 2024)
- 3 agosto - Syreeta Wright, cantante e paroliera statunitense († 2004)
- 4 agosto - Domingo Benegas, ex calciatore paraguaiano
- 4 agosto - Maureen Cox, modella britannica († 1994)
- 4 agosto - Viorica Dumitru, ex canoista rumena
- 4 agosto - Ola Dybwad-Olsen, ex calciatore norvegese
- 4 agosto - Jayanti del Nepal, principessa nepalese († 2001)
- 4 agosto - Sakīs Kouvas, ex calciatore greco
- 4 agosto - Jerry McKee, ex cestista statunitense
- 4 agosto - Walter Powers, musicista statunitense
- 4 agosto - Faustino Pérez-Manglano Magro, spagnolo († 1963)
- 4 agosto - György Spiró, scrittore, drammaturgo e saggista ungherese
- 4 agosto - Pierre-André Taguieff, sociologo e filosofo francese
- 4 agosto - Elisabetta Terabust, ballerina italiana († 2018)
- 4 agosto - Giovanni Tesio, filologo e critico letterario italiano
- 5 agosto - Gary Beban, ex giocatore di football americano statunitense
- 5 agosto - Jordan Filipov, calciatore bulgaro († 1996)
- 5 agosto - Predrag Finci, filosofo e scrittore jugoslavo
- 5 agosto - Gian Guido Folloni, giornalista e politico italiano
- 5 agosto - Valerio Giuntoli, stilista e designer italiano
- 5 agosto - Shirley Ann Jackson, fisica statunitense
- 5 agosto - Pier Luigi Masoni, ex calciatore italiano
- 5 agosto - Xavier Trias, politico spagnolo
- 5 agosto - Reinhard Tritscher, sciatore alpino austriaco († 2018)
- 5 agosto - Rick van der Linden, compositore e tastierista olandese († 2006)
- 6 agosto - Frank Asch, scrittore e illustratore statunitense († 2022)
- 6 agosto - Viktor Baženov, ex schermidore sovietico
- 6 agosto - Ron Davies, politico gallese
- 6 agosto - Peter Frei, ex sciatore alpino svizzero
- 6 agosto - Élisabeth Guigou, politica francese
- 6 agosto - Allan Holdsworth, chitarrista britannico († 2017)
- 6 agosto - Ben Lewin, regista e sceneggiatore australiano
- 6 agosto - Gian Piero Motti, alpinista e scrittore italiano († 1983)
- 6 agosto - Jean-Louis Olry, ex canoista francese
- 6 agosto - Peter Simonischek, attore austriaco († 2023)
- 6 agosto - Glen White, cantante britannico
- 7 agosto - Janusz Kruk, cantante, musicista e compositore polacco († 1992)
- 7 agosto - Kari Lahti, cestista finlandese († 1991)
- 7 agosto - John Cromwell Mather, astrofisico e cosmologo statunitense
- 8 agosto - Václav Benda, attivista e matematico ceco († 1999)
- 8 agosto - Beryl Cunningham, attrice, cantante e conduttrice televisiva giamaicana († 2020)
- 8 agosto - Franco Dani, attore e cantante italiano
- 8 agosto - Jean-Claude Désir, ex calciatore haitiano
- 8 agosto - Vincenzo Fontana, architetto e storico dell'architettura italiano
- 8 agosto - Donald Garstang, storico dell'arte statunitense († 2007)
- 8 agosto - Ralph Gonsalves, politico sanvincentino
- 8 agosto - Peter Honess, montatore britannico
- 8 agosto - Juan Pons, baritono spagnolo
- 8 agosto - Ed Schafer, politico statunitense
- 8 agosto - Dragutin Šurbek, tennistavolista croato († 2018)
- 8 agosto - Frans Weisglas, diplomatico, funzionario e politico olandese
- 8 agosto - Carolyn Wheat, scrittrice statunitense
- 8 agosto - Sergio Zanatta, ex calciatore canadese
- 9 agosto - Issa Hayatou, dirigente sportivo, cestista e velocista camerunese († 2024)
- 9 agosto - Juris Kronbergs, poeta, traduttore e musicista lettone († 2020)
- 9 agosto - Liljana Tomova, ex mezzofondista bulgara
- 10 agosto - Renaud Camus, scrittore francese
- 10 agosto - Jimmy Conway, calciatore irlandese († 2020)
- 10 agosto - Manuela Dal Lago, politica italiana
- 10 agosto - Daša Drndić, scrittrice croata († 2018)
- 10 agosto - Peter Karrie, attore e cantante gallese
- 10 agosto - Sergio Mariotti, scacchista italiano
- 10 agosto - James Reynolds, attore e produttore cinematografico statunitense
- 10 agosto - Francesco Tempestini, politico e giornalista italiano
- 10 agosto - Luciana Turina, cantante, attrice e personaggio televisivo italiana
- 10 agosto - Celestino Vercelli, ciclista su strada e dirigente sportivo italiano († 2020)
- 10 agosto - Emine Sevgi Özdamar, scrittrice, regista e attrice tedesca
- 11 agosto - Óscar Berger, politico guatemalteco
- 11 agosto - Luigi Boccolini, allenatore di calcio e ex calciatore italiano
- 11 agosto - Patrick Bouchitey, attore e regista francese
- 11 agosto - Walter Delle Karth, ex bobbista austriaco
- 11 agosto - Teófilo Dueñas, ex calciatore spagnolo
- 11 agosto - Massimo Firpo, storico italiano
- 11 agosto - Rodrigo Lara Bonilla, avvocato e politico colombiano († 1984)
- 11 agosto - Roberto Mezzaroma, politico italiano
- 11 agosto - Bernard Schutz, fisico statunitense
- 11 agosto - Marilyn vos Savant, editorialista e saggista statunitense
- 12 agosto - Maria Elisabetta Alberti Casellati, politica italiana
- 12 agosto - Gerd Anthoff, attore tedesco
- 12 agosto - Pat Buckley, ex calciatore scozzese
- 12 agosto - Ken Caillat, produttore discografico statunitense
- 12 agosto - Beppe Carletti, tastierista italiano
- 12 agosto - Giosy Cento, cantautore italiano
- 12 agosto - Daniele Lombardi, pianista e compositore italiano († 2018)
- 12 agosto - Robert Maud, tennista sudafricano († 2006)
- 12 agosto - Rocco Micaletto, terrorista e brigatista italiano
- 12 agosto - Achille Tramarin, politico italiano († 2017)
- 13 agosto - Carlo Brera, giornalista, traduttore e scrittore italiano († 1994)
- 13 agosto - Gino Girolomoni, imprenditore e saggista italiano († 2012)
- 13 agosto - Cynthia Goyette, ex nuotatrice statunitense
- 13 agosto - Bernard Labourdette, ciclista su strada francese († 2022)
- 13 agosto - Joachim Meischner, ex biatleta tedesco
- 13 agosto - John Stephen Pazak, vescovo cattolico statunitense
- 13 agosto - Daniela Pizzagalli, biografa e giornalista italiana
- 13 agosto - Giuseppe Rogoli, mafioso italiano
- 13 agosto - Chidchai Wannasathit, politico thailandese
- 13 agosto - Janet Yellen, economista e politica statunitense
- 14 agosto - Antonio Fargas, attore statunitense
- 14 agosto - Angelo Fredda, politico italiano
- 14 agosto - Larry Graham, bassista, cantante e produttore discografico statunitense
- 14 agosto - Yabby You, produttore discografico e cantante giamaicano († 2010)
- 14 agosto - Susan Saint James, attrice statunitense
- 14 agosto - David Schramm, attore statunitense († 2020)
- 14 agosto - Michela Sironi, politica italiana
- 14 agosto - Tom Walkinshaw, pilota automobilistico e dirigente sportivo britannico († 2010)
- 15 agosto - Donaldo Arza, ex mezzofondista panamense
- 15 agosto - Julián Barrio Barrio, arcivescovo cattolico spagnolo
- 15 agosto - Mervin Jackson, cestista statunitense († 2012)
- 15 agosto - Anatolij Vasil'evič Kvašnin, generale russo († 2022)
- 15 agosto - Cesare Majoni, giocatore di curling italiano
- 15 agosto - Amir Naderi, regista, sceneggiatore e fotografo iraniano
- 15 agosto - Tony Robinson, attore britannico
- 15 agosto - Serge Toubiana, critico cinematografico francese
- 15 agosto - Jimmy Webb, compositore, cantautore e paroliere statunitense
- 16 agosto - Attila Abonyi, allenatore di calcio e calciatore ungherese († 2023)
- 16 agosto - Mas'ud Barzani, politico curdo
- 16 agosto - Ivan Conti, batterista brasiliano († 2023)
- 16 agosto - Rosario Di Salvo, attivista italiano († 1982)
- 16 agosto - David Mixner, attivista e filantropo statunitense († 2024)
- 16 agosto - Dick Murdoch, wrestler statunitense († 1996)
- 16 agosto - Marie Neumannová, ex tennista cecoslovacca
- 16 agosto - Sue Savage-Rumbaugh, psicologa statunitense
- 16 agosto - Ludwika Szymańska, ex cestista polacca
- 16 agosto - Sergio Tazzer, giornalista e scrittore italiano
- 16 agosto - Carlo Varini, direttore della fotografia svizzero († 2014)
- 16 agosto - Lesley Ann Warren, attrice statunitense
- 17 agosto - Shane Briant, attore e scrittore britannico († 2021)
- 17 agosto - Martha Coolidge, regista statunitense
- 17 agosto - Jim Kissane, ex cestista statunitense
- 17 agosto - Patrick Manning, politico e geologo trinidadiano († 2016)
- 17 agosto - Gabi Neumark, cestista israeliano († 2000)
- 17 agosto - Ángel Romero, chitarrista spagnolo
- 17 agosto - Giovanni Urbinati, ceramista e scultore italiano († 2023)
- 18 agosto - Aruna Irani, attrice indiana
- 18 agosto - Joseph Edward Kurtz, arcivescovo cattolico statunitense
- 18 agosto - Antonio Menéndez, ex ciclista su strada spagnolo
- 18 agosto - Roberto Pazzi, scrittore, poeta e giornalista italiano († 2023)
- 19 agosto - Charles Bolden, militare e astronauta statunitense
- 19 agosto - Bill Clinton, politico statunitense
- 19 agosto - Nino Di Paolo, generale italiano († 2023)
- 19 agosto - Bob Johnson, ex giocatore di football americano statunitense
- 19 agosto - Filippo del Liechtenstein, principe liechtensteinese
- 19 agosto - Ti Lung, attore, regista e produttore cinematografico cinese
- 19 agosto - Alex Malheiros, compositore e contrabbassista brasiliano
- 19 agosto - Dawn Steel, imprenditrice e produttrice cinematografica statunitense († 1997)
- 19 agosto - Rob Tielman, sociologo olandese
- 19 agosto - Jim Tillman, cestista statunitense († 2009)
- 20 agosto - Vojtěch Cikrle, vescovo cattolico ceco
- 20 agosto - Ian Clarke, batterista britannico
- 20 agosto - Laurent Fabius, politico francese
- 20 agosto - Yechiel Hameiri, ex calciatore israeliano
- 20 agosto - Ralf Hütter, musicista tedesco
- 20 agosto - Luciano Zanardello, ex calciatore italiano
- 21 agosto - Zuzzurro, comico, cabarettista e attore italiano († 2013)
- 21 agosto - Guy Coëme, politico belga
- 21 agosto - Sándor Erdős, ex schermidore ungherese
- 21 agosto - Norio Yoshimizu, ex calciatore giapponese
- 22 agosto - Giancarlo Cappanera, speleologo italiano
- 22 agosto - Robert J. Chassell, informatico statunitense († 2017)
- 22 agosto - Rosa Fumetto, showgirl, danzatrice e attrice italiana
- 22 agosto - Antonio Imerti, mafioso italiano
- 22 agosto - Enzo Mattioda, ciclista su strada e pistard francese
- 23 agosto - Robert Irwin, storico, scrittore e orientalista britannico († 2024)
- 23 agosto - Keith Moon, batterista britannico († 1978)
- 23 agosto - Marcial Pina, ex calciatore spagnolo
- 24 agosto - Vic Akers, allenatore di calcio e ex calciatore inglese
- 24 agosto - Giampiero Dalle Vedove, calciatore italiano († 2016)
- 24 agosto - Božidar Ivanović, scacchista e politico montenegrino
- 24 agosto - Rick Loomis, autore di giochi statunitense († 2019)
- 24 agosto - Raymond Moore, ex tennista sudafricano
- 24 agosto - Francesco Oddo, allenatore di calcio e dirigente sportivo italiano
- 24 agosto - Richard Noel Richards, ex astronauta statunitense
- 24 agosto - Manfred Zapf, allenatore di calcio e ex calciatore tedesco orientale
- 25 agosto - Rollie Fingers, ex giocatore di baseball statunitense
- 25 agosto - Mary Lois Finley, ex cestista statunitense
- 25 agosto - Nadia Fusini, scrittrice, anglista e traduttrice italiana
- 25 agosto - Julián Ganzábal, ex tennista argentino
- 25 agosto - Giacomo La Rosa, ex calciatore italiano
- 25 agosto - Larry LaRocco, politico statunitense
- 25 agosto - Francesco Pio Marcoccia, politico e architetto italiano
- 25 agosto - Charlie Sanders, giocatore di football americano statunitense († 2015)
- 26 agosto - A.W. Holt, ex cestista statunitense
- 26 agosto - Don Masson, ex calciatore scozzese
- 26 agosto - Priit Pärn, animatore, regista cinematografico e sceneggiatore estone
- 26 agosto - Giuseppe Sandri, vescovo cattolico e missionario italiano († 2019)
- 26 agosto - Kosie Smith, pugile e attore sudafricano
- 26 agosto - Mark Snow, compositore statunitense († 2025)
- 26 agosto - Rickie Sorensen, attore e doppiatore statunitense († 1994)
- 26 agosto - Alison Steadman, attrice britannica
- 26 agosto - Marian Washington, ex cestista e allenatrice di pallacanestro statunitense
- 26 agosto - Solomon Wasser, botanico e micologo ucraino
- 26 agosto - Giancarlo Zarfati, attore italiano
- 27 agosto - Barbara Bach, attrice e ex modella statunitense
- 27 agosto - Aleksandr Bol'šakov, ex cestista sovietico
- 27 agosto - Zefferino Cerquaglia, politico italiano
- 27 agosto - Ulf Lindelöf, ex cestista svedese
- 27 agosto - Rolando Marchetti, ex calciatore italiano
- 27 agosto - Otto Moore, ex cestista statunitense
- 27 agosto - Marc Stenger, vescovo cattolico francese
- 27 agosto - Bruno Tabacci, politico italiano
- 27 agosto - Peter Tobin, serial killer britannico († 2022)
- 27 agosto - Carlos Veglio, ex calciatore argentino
- 27 agosto - Flossie Wong-Staal, virologa e biologa cinese († 2020)
- 28 agosto - Alfonso Font, fumettista spagnolo
- 28 agosto - Anders Gärderud, ex siepista e mezzofondista svedese
- 28 agosto - Clara Sereni, scrittrice, giornalista e traduttrice italiana († 2018)
- 29 agosto - Jean-Baptiste Bagaza, politico e militare burundese († 2016)
- 29 agosto - Bob Beamon, ex lunghista statunitense
- 29 agosto - Dīmītrīs Christofias, politico cipriota († 2019)
- 29 agosto - Warren Jabali, cestista statunitense († 2012)
- 29 agosto - Franco Lo Cascio, regista italiano
- 29 agosto - Eugenio Morelli, poeta e scrittore italiano
- 29 agosto - Erwin Obermair, astronomo austriaco († 2017)
- 29 agosto - Giorgio Orsoni, giurista e politico italiano
- 29 agosto - Giacomo Guido Ottonello, arcivescovo cattolico italiano
- 29 agosto - Maria Amedea Pelle, ex cestista italiana
- 29 agosto - Remigio Raimondi, psichiatra italiano († 2012)
- 29 agosto - Lucia Valentini Terrani, mezzosoprano e contralto italiano († 1998)
- 30 agosto - Orazio Bobbio, attore e regista italiano († 2006)
- 30 agosto - George Bruns, ex cestista e allenatore di pallacanestro statunitense
- 30 agosto - Anna Maria di Danimarca, principessa danese
- 30 agosto - Bob Di Luca, ex calciatore italiano
- 30 agosto - Paolo Diomajuta, giocatore di biliardo italiano
- 30 agosto - Riccardo Giovanelli, astronomo e fisico italiano († 2022)
- 30 agosto - Melvin Konner, antropologo statunitense
- 30 agosto - Peggy Lipton, attrice statunitense († 2019)
- 30 agosto - Ted McClain, ex cestista statunitense
- 30 agosto - Dana Rumlerová, ex cestista cecoslovacca
- 30 agosto - Filippo Scozzari, fumettista, illustratore e grafico italiano
- 30 agosto - Valerian Sokolov, ex pugile sovietico
- 30 agosto - Jacques Tardi, fumettista e illustratore francese
- 30 agosto - Baselios Mar Thoma Paulose II, vescovo cristiano orientale indiano († 2021)
- 30 agosto - Bonnie Webber, linguista statunitense
- 31 agosto - Dennis Byrd, giocatore di football americano statunitense († 2010)
- 31 agosto - Edgar Chandler, giocatore di football americano statunitense († 1992)
- 31 agosto - Tom Coughlin, allenatore di football americano statunitense
- 31 agosto - Enrico Falqui, politico italiano
- 31 agosto - Emilio Gentile, storico italiano
- 31 agosto - Vladimir Šmelëv, pentatleta sovietico († 2023)